# Lucien Lafond
Pas d'image ? Cliquez ici

a Compétitions nationales et continentales officielles uniquement.

Lucien Lafond, né le 26 janvier 1906 à Beaurepaire et mort le 19 septembre 1972 à Sainte-Foy-lès-Lyon, est un joueur de rugby à XV et de rugby à XIII évoluant au poste de pilier dans les années 1920 et 1930.
Sa carrière sportive est composée de deux phases. La première se déroule au club de rugby à XV du Lyon OU au début des années 1930 avec lequel Lucien Lafond remporte à deux reprises le Championnat de France de rugby à XV en 1932 et 1933 ainsi que le Challenge Yves du Manoir en 1933 en compagnie de Joseph Griffard, Henri Marty et Vincent Graule. Il change de code de rugby lors de l'arrivée du rugby à XIII et joue durant cinq saisons au Lyon XIII remportant la Coupe de France en 1935 aux côtés de Robert Samatan, Gaston Amila, Antonin Barbazanges, Charles Mathon, Marty et Griffard.

## Palmarès

### Rugby à XV
- Collectif :
  - Vainqueur du Championnat de France : 1932 et 1933 (Lyon OU).
  - Vainqueur du Challenge Yves du Manoir : 1933 (Lyon OU).
  - Finaliste du Championnat de France : 1931 (Lyon OU).

### Rugby à XIII
- Collectif :
  - Vainqueur de la Coupe de France : 1935 (Lyon XIII).

#### Statistiques
| Saison    | Saison | Championnat           | Championnat | Championnat | Championnat | Championnat | Championnat | Championnat | Coupe           | Coupe     | Coupe | Coupe | Coupe | Coupe | Coupe |
| Saison    | Saison | Comp.                 | Class.      | M           | Pts         | Ess.        | Buts        | Dp.         | Comp.           | Class.    | M     | Pts   | Ess.  | Buts  | Dp.   |
| --------- | ------ | --------------------- | ----------- | ----------- | ----------- | ----------- | ----------- | ----------- | --------------- | --------- | ----- | ----- | ----- | ----- | ----- |
| 1934-1935 | Lyon   | Championnat de France | 3e          | ?           | -           | -           | -           | -           | Coupe de France | Vainqueur | ?     | -     | -     | -     | -     |